# Чернов, Александр Васильевич

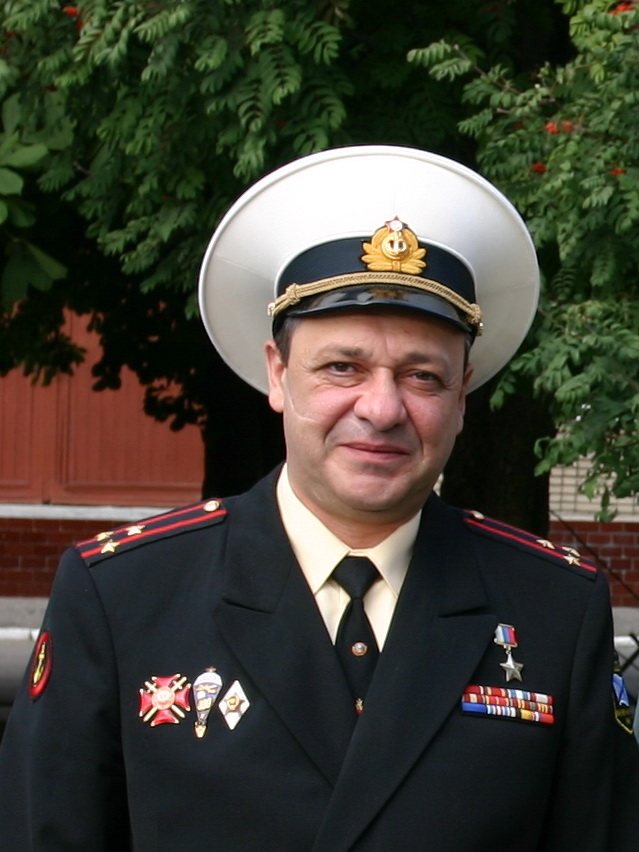
Александр Васильевич Чернов, полковник, Герой Российской Федерации, кандидат военных наук

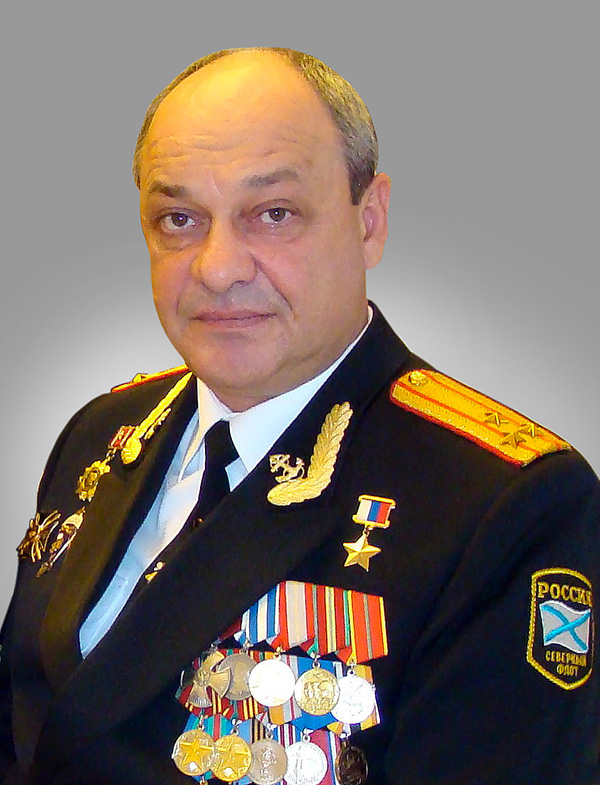
Александр Васильевич Чернов, полковник, Герой Российской Федерации, кандидат военных наук

Александр Васильевич Чернов (род. 19 августа 1957 года, Воронеж, Россия) — российский военный деятель, полковник, Герой Российской Федерации, кандидат военных наук.

## Биография
Родился 19 августа 1957 года в Воронеже в семье офицера. В 1974 году поступил в Бакинское высшее общевойсковое командное училище, по окончании в 1978 году служил в мотострелковых частях в составе Группы советских войск в Германии, а с 1983 года — в десантно-штурмовой бригаде Забайкальского военного округа.
В 1990 году окончил Военную академию имени М. В. Фрунзе, после чего служил в частях морской пехоты Северного флота на должностях командира мотострелкового батальона в дивизии береговой обороны, с 1991 года — заместителя начальника, а с 1993 года — начальника оперативного отдела штаба береговых войск Северного флота.
С началом Первой чеченской войны занимался формированием сводного батальона морской пехоты Северного флота, фактическая численность которого превышала тысячу человек.
7 января 1995 года направлен в Чечню в должности старшего оперативной группы, но с прибытием в Грозный в январе 1995 года возглавил сводный батальон морских пехотинцев, который героически воевал в ходе штурма Грозного. Батальон штурмом овладел и несколько дней удерживал комплекс зданий Совета Министров, а затем штурмовал Президентский дворец, в здание которого Чернов ворвался с первой группой в составе троих морпехов-разведчиков, а затем прикрывал прорыв к дворцу основных сил батальона. Воевал в Чечне до 7 марта 1995 года. В бою получил контузию, однако от госпитализации отказался.
Указом Президента Российской Федерации № 1064 от 20 июля 1996 года «за мужество и героизм, проявленные при выполнении специального задания» полковнику Александру Васильевичу Чернову присвоено звание Героя Российской Федерации.
В ноябре 1999 года был назначен на должность командира 61-й отдельной Краснознаменной Киркенесской бригады морской пехоты Северного флота, в ноябре 2001 года — на должность начальника штаба береговых войск Северного флота, а в феврале 2003 года — на должность начальника кафедры Общевойсковой академии Вооружённых сил Российской Федерации.
В 2007 году вышел в запас. Живёт в Москве.

## Награды
- Медаль «Золотая Звезда»;
- Орден Мужества (1995);
- Медали.